# Грос Бухвалд
Грос Бухвалд (њем. Groß Buchwald) општина је у њемачкој савезној држави Шлезвиг-Холштајн. Једно је од 165 општинских средишта округа Рендсбург. Према процјени из 2010. у општини је живјело 370 становника. Посједује регионалну шифру (AGS) 1058064.

## Географски и демографски подаци
Грос Бухвалд се налази у савезној држави Шлезвиг-Холштајн у округу Рендсбург. Општина се налази на надморској висини од 35 метара. Површина општине износи 9,0 km². У самом мјесту је, према процјени из 2010. године, живјело 370 становника. Просјечна густина становништва износи 41 становника/km².

## Међународна сарадња
| Мјесто | Држава   | Врста сарадње | Од    |
| ------ | -------- | ------------- | ----- |
| Кекава | Летонија | партнерство   | 1993. |
| Извор  |          |               |       |